# 罗卜藏扎什
罗卜藏扎什（？—1750年），清朝乾隆年间西藏噶厦政权藏族官员。
西藏郡王珠尔默特那木扎勒执政时，罗卜藏札什任卓尼尔之职，管辖拉萨附近的占达、墨竹工卡、乌苏、江堆达、鹿马岭五塘等几处驿站，珠尔默特那木扎勒反清，他负责阻断台站，断绝朝廷与西藏的文书往来。乾隆十五年（1750年），驻藏大臣傅清发觉珠尔默特那木扎勒执的反迹，将他诱骗到驻藏大臣衙门杀死。罗卜藏扎什于是率众围攻、焚烧驻藏大臣衙门，文武官员很多被他杀害，又抢劫粮务衙门库银，将劝他停止暴行的热振寺主赤钦多吉枪杀，随后纠集同伙逃走。随后，七世达赖格桑嘉措暂任诺门罕班智达处理政务，将他捕拿后处死。